# Фелшежолца
Фелшежолца (мађ. Felsőzsolca) је историјски град у северној Мађарској, у жупанији Боршод-Абауј-Земплен (Borsod-Abaúj-Zemplén). Удаљен је 7,9 километара од Мишколца, главног града регије. То је град на десетом месту по броју становника у округу Боршод-Абауј-Земплен и други по величини у агломерацији Мишколц.

## Локација
Фелшежолца се налази поред Мишколца, 1 km (1 mi) од периферије Мишколца (центри два града су око 7,9 km (5 mi) један од другог). Град се налази на источном врху „планине Бук”, на левој обали реке Шајо, и у области Боршод омеђеном источном страном Абауја. Рељеф је раван, благо брдовит.

## Клима
Тен: континентална температура, мин-макс: -25 °C till +35 °C, просечна годишња температура је 11 °C

## Историја
Подручје је насељено још од неолита. Град се први пут помиње 1281. године у документу о спорној територији између Жолце и Мишколца. У документу се наводи да ће граница два града увек остати река Шајо.
У средњем веку Жолца је била напредно село све док га Турци окупатори нису уништили. Село је поново значајно страдало током револуције против Хабзбурга 1848–49, када су га руске снаге (савезници Хабзбурга) спалиле. Године 1867. подигнут је споменик у знак сећања на битку код Жолце, чиме је село постало друго место у земљи где је подигнут споменик револуцији.
Током 20. века, округ је постао важно индустријско подручје, становништво Фелшежолца је брзо расло због његове близине Мишколцу. До 1980. године имао је више од 7.000 становника, а 1997. је добио статус града.
За разлику од многих села у околини, Фелшежолца је успела да избегне да буде припојена Мишколцу највише због реке Шајо која делује као природна граница између њих. Два града постоје у симбиози. Упркос томе што је суверен град ван граница Мишколца, Фелшежолца је директно повезана са Мишколцем аутобуским линијама МВК Зрт., (званичне компаније за масовни транспорт Мишколца).
Пре Другог светског рата постојала је јеврејска заједница у Фелшежолци. На свом врхунцу, у заједници је било 82 Јевреја, од којих су већину убили нацисти у Холокосту.

## Етничке групе
91% становништва има мађарску националност, а 9% становника ромске националности. Поред тога, бугарска и пољска мањина такође живе у Фелсозсолци.